# Base de dades de Beilstein
La base de dades de Beilstein és la major base de dades en el camp de la química orgànica, en la qual els compostos s'identifiquen de forma única pel seu Número de Registre de Beilstein. La base de dades abasta la bibliografia científica des de 1771 fins a l'actualitat i conté informació validada experimentalment en milions de reaccions i substàncies químiques de publicacions científiques originals. La base de dades electrònica va ser creada originalment del Beilstein's Handbook of Organic Chemistry (Manual de química orgànica de Beilstein), escrit per Friedrich Konrad Beilstein en 1881, però ha aparegut en línia sota una sèrie de noms diferents, com ara Crossfire Beilstein. Des de 2009, el contingut es manté i es distribueix pels Sistemes d'Informació d'Elsevier a Frankfurt am Main sota el nom de producte Reaxys.
La base de dades conté informació sobre reaccions, substàncies, estructures i propietats. Fins a 350 camps que contenen dades químiques i físiques (com el punt de fusió, l'índex de refracció, etc.) estan disponibles per a cada substància. També es donen referències a la bibliografia on apareixen les dades de reacció o de substàncies.
El contingut de Beilstein està disponible a través de Reaxys i es complementa amb informació extreta de la base de dades de Gmelin, un gran repositori d'informació sobre compostos organometàl·lics i inorgànics, així com per la informació extreta de la base de dades de patents de química.